# كارثة مكوك الفضاء كولومبيا
كارثة المكوك كولومبيا تحطم مكوك الفضاء الأمريكي كولومبيا في الأول من شباط عام 2003 فوق تكساس. اختفى المكوك كولومبيا من شاشات الرادار في أجواء مدينة دالاس بولاية تكساس وفقد الاتصال به قبل هبوطه المقرر في مركز كينيدي للفضاء بولاية فلوريدا بينما كان في طريق العودة إلى الأرض. وأشارت الصور التي بثتها شبكات التلفزيون الأمريكية أن المكوك تفتت خلال دخوله الغلاف الجوي للأرض بسرعة تبلغ ست أضعاف سرعة الصوت على ارتفاع (63 ألف قدم). مكوك الفضاء كولومبيا أقدم مكوك فضاء أمريكي.، وكانت هذه المهمة هي المهمة الثامنة والعشرين وكان على متنه سبعة رواد فضاء قاموا بمهمة علمية استغرقت 16 يوما، وأسماء هؤلاء الرواد هي كالتالي: القائد ريك هاسباند والطيار ويلي ماككول والمتخصصون في المهمة ديف براون ولوريل كلارك وكالبانا شاولا (أول رائدة فضاء هندية المولد) وقائد الحمولة مايك أندرسون والمتخصص رائد الفضاء إيلان رامون، ممثلا لوكالة الفضاء الإسرائيلية. يذكر أن مهمة المكوك كولومبيا التي استغرقت 16 يوما كانت مخصصة لبحث علوم الحياة والعلوم الفيزيائية في الفضاء. وكانت هذه هي المهمة 28 للمكوك والمهمة 113 التي قامت بها مختلف مركبات المكوك حتى الآن.

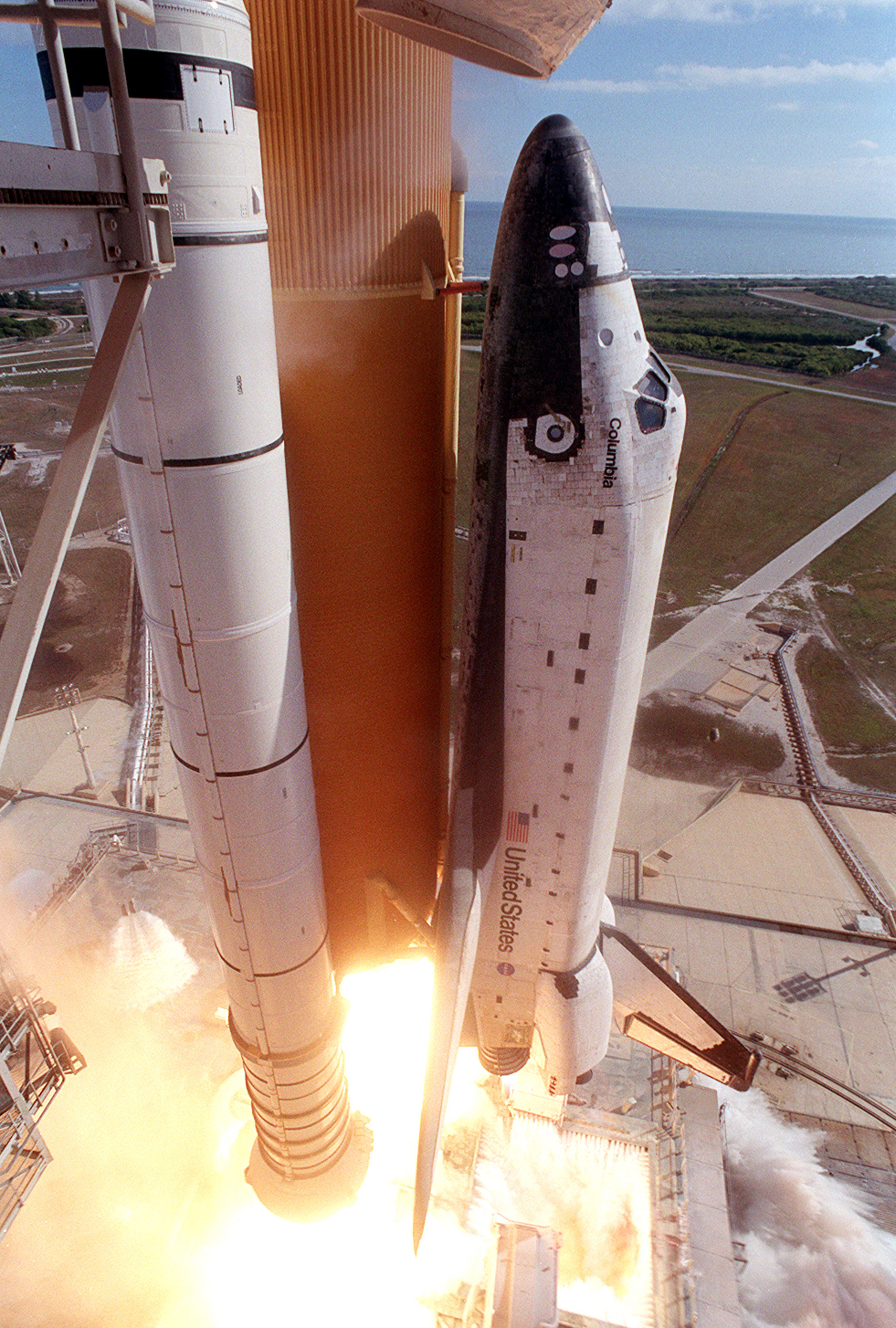
كولومبيا الإقلاع الاخير

## طاقم الرحلة

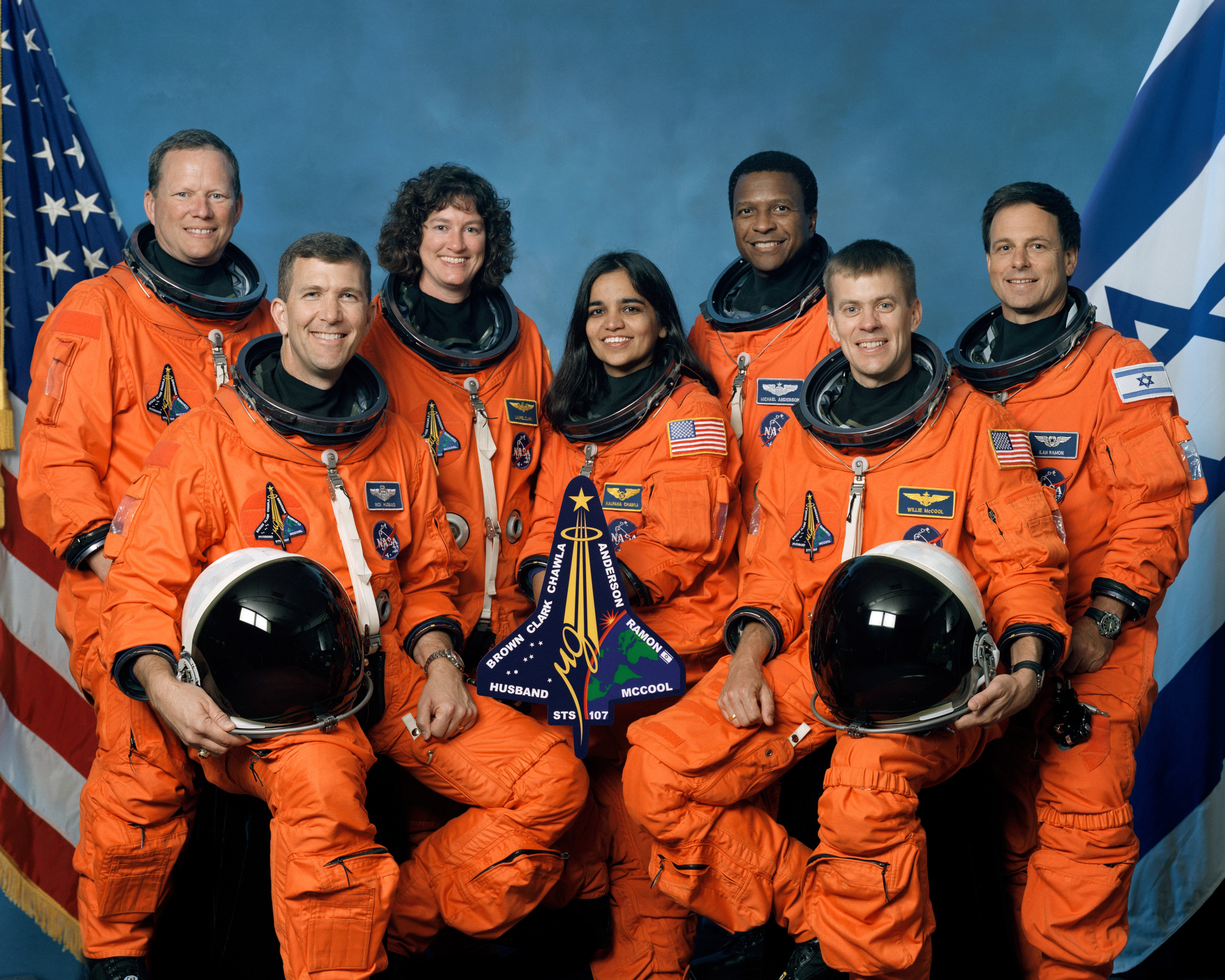
رواد الفضاء السبعة الذين كانوا على متنه

طاقم الرحلة بقيادة العقيد في القوات الجوية الأمريكية ريك هزبند.
| المنصب           | رائد الفضاء                                                        |
| ---------------- | ------------------------------------------------------------------ |
| القائد           | ريك هزبند، القوات الجوية الأمريكية · رحلة الفضاء الثانية           |
| طيار             | ويليام ماكول، بحرية الولايات المتحدة · رحلة الفضاء الأولى          |
| أخصائي البعثة 1  | ديفيد ماكدويل براون، بحرية الولايات المتحدة · رحلة الفضاء الأولى   |
| أخصائي البعثة 2  | / كالبانا تشاولا · رحلة الفضاء الثانية                             |
| أخصائي البعثة 3  | مايكل فيليب أندرسون، القوات الجوية الأمريكية · رحلة الفضاء الثانية |
| أخصائي البعثة 4  | لوريل كلارك، بحرية الولايات المتحدة · رحلة الفضاء الأولى           |
| أخصائي الحمولة 1 | ايلان رامون، القوات الجوية الإسرائيلية · رحلة الفضاء الأولى        |

## أسباب التحطم

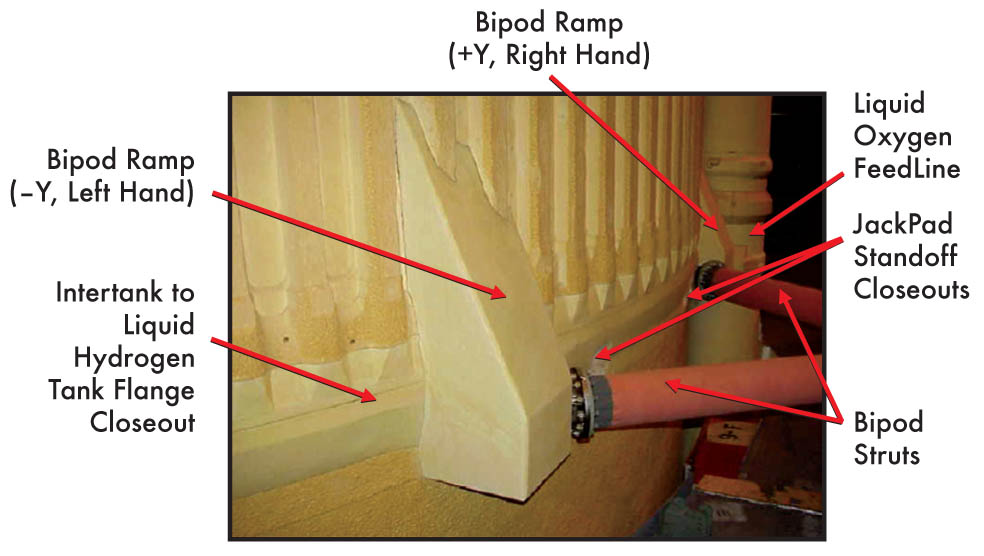
صورة مقربة للعازل الحراري الأيسر الذي اتلف جناح المكوك

كان من المقرر ان يهبط كولومبيا في الساعة 9:16 صباحا بتوقيت شرق الولايات المتحدة.
ارجع الخبراء أسباب التحطم إلى خلل في العازل الحراري الذي يقي المكوك عند الرجوع إلى الأرض من درجات الحرارة العالية.
ولم يكن فريق مراقبة الطيران يعمل على أية مشاكل أو مشاكل تتعلق بالمدار المخطط له أثناء دخول كولومبيا. وعلى وجه الخصوص، لم يشر الفريق إلى أي مخاوف بشأن الضرر الذي أصاب الجناح الأيسر أثناء الإقلاع.

وقد تم إتلاف جزء من هذا العازل (الجزء السفلي الأسود للمكوك) عن طريق ارتطام قطع إسفنجية من القطع العازلة التي تغطي خزان الوقود الرئيسي للمكوك بأحد أجنحة المكوك عند الإقلاع. وبعد تجارب عديدة خلص الخبراء إلى أنه رغم أنه من الصعب أن تتلف قطعة إسفنجية جناح المكوك إلا أنه يمكنها ذلك إذا ارتطمت بالجناح بزاوية وسرعة معينة وقاموا بإعادة السناريو في المختبر.

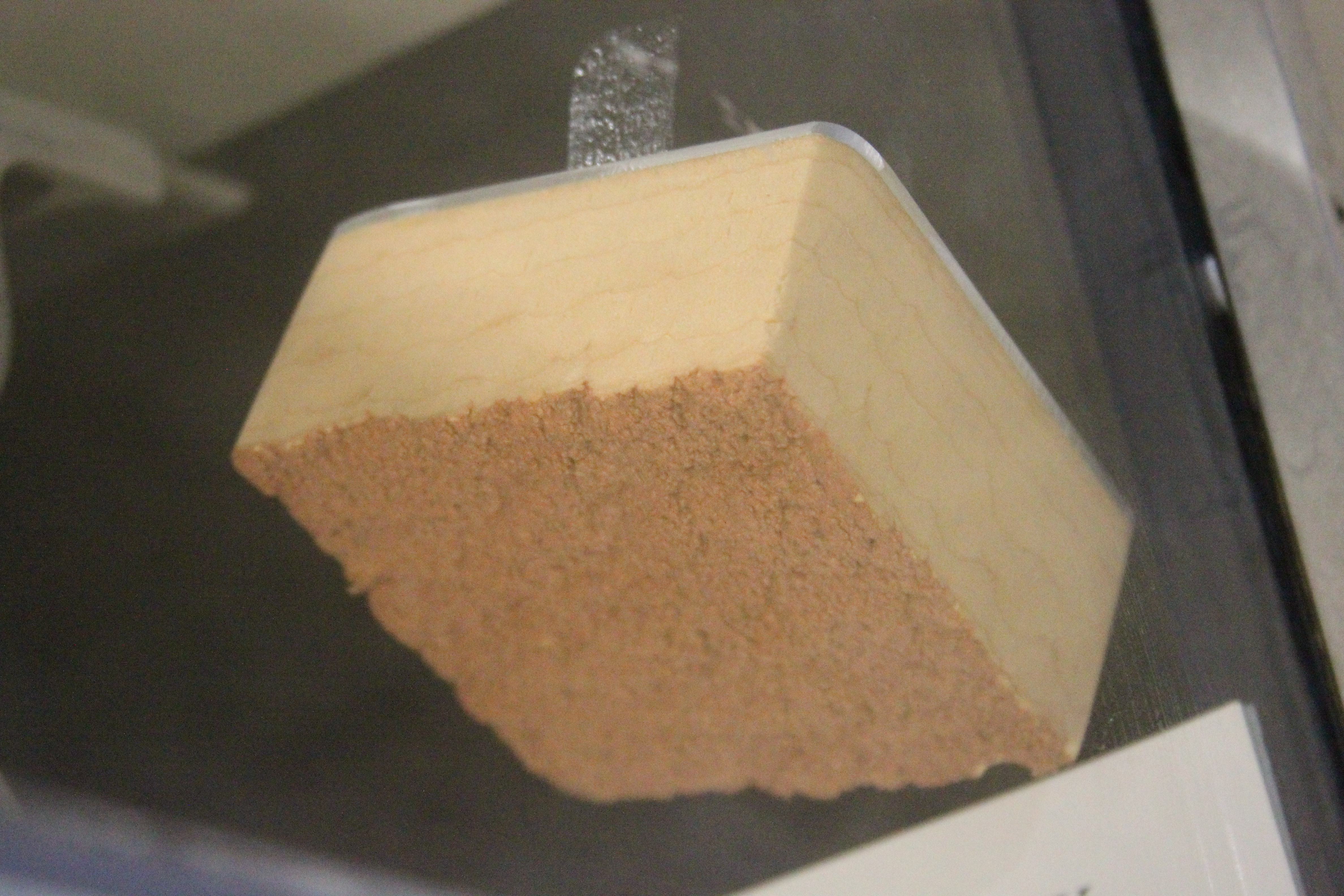
العازل الحراري للخزان الخارجي

وعند رحلة الرجوع إلى الأرض تسربت غازات ساخنة عبر العازل الحراري التالف وسلكت طريقها عبر المكوك وأدت في الأخير إلى انفجار المكوك. وأكدت وكالة الفضاء الأمريكية ناسا عدم وجود أية فرصة على الإطلاق أمام المركبة للقيام بهبوط اضطراري وهي على الارتفاع الذي كانت عليه لدى انقطاع الاتصال بها وهو نحو ستين كيلومترا.وفقدت وكالة الفضاء الأمريكية الاتصال بالمركبة كولومبيا عند الساعة التاسعة (00,14 توقيت غرينتش) بينما كانت تمر في أجواء بلدة فلسطين بمدينة دالاس عاصمة ولاية تكساس، وقد أعلنت ناسا على الفور «خطة طوارئ» لمواجهة الوضع. وكشفت صور بثتها شبكة التلفزيون الأمريكية «سي ان ان» خطوطا بيضاء وراء المركبة كولومبيا لدى مرورها في أجواء دالاس توحي وكأنها انفجرت خلال دخولها الغلاف الجوي للأرض. وكان من المقرر أن تهبط المركبة كولومبيا السبت في الساعة 16,9 (16,14 توقيت غرينتش)
أشارت جميع الأدلة إلى أن خطأ الطاقم لم يكن مسؤولا بأي شكل من الأشكال عن تفكك المكوك في المدار، وأنهم تصرفوا بشكل صحيح ووفقا للإجراءات في أول إشارة للمتاعب. على الرغم من أن بعض أفراد الطاقم لم يكن يرتدي قفازات أو خوذات أثناء العودة، وبعضهم لم يكن مقيدا بشكل صحيح في مقاعدهم، مع ذلك القيام بهذه الأشياء لن يضيف شيئا إلى فرص بقائهم على قيد الحياة بخلاف بقائهم على قيد الحياة وواعين لمدة 30 ثانية إضافية أو نحو ذلك.

### استعادة الحطام
عثر على أكثر من 2000 حقل حطام في مناطق قليلة السكان من ناكوغدوشس في شرق تكساس، حيث سقطت كمية كبيرة من الحطام، إلى غرب لويزيانا والمقاطعات الجنوبية الغربية من أركنساس. تم استرداد كمية كبيرة من الحطام بين تايلر، تكساس وفلسطين تكساس. وعثر على حقل واحد للحطام على طول مسار يمتد من جنوب فورت وورث إلى هيمفيل، تكساس، وكذلك إلى أجزاء من ولاية لويزيانا.
وأغفل تقرير ناسا الرسمي بعض التفاصيل حول استعادة رفات رواد الفضاء، إلا أن الشهود أفادوا بأن هناك العديد من الشائعات حول العثور على اجزاء من رفات الرواد مثل قلب إنسان وأجزاء من عظم الفخذ.

### فيديو طاقم المقصورة
من بين المواد المستردة تسجيل شريط فيديو قدمه رواد الفضاء خلال بداية العودة. ويظهر التسجيل الذي يستمر 13 دقيقة الطاقم يقومون باجراءات روتينية لاعادة الدخول ويمزحون مع بعضهم البعض. ولا شيء يشير إلي وجود مشكلة.. في شريط الفيديو، يظهر الطاقم على متن المكوك وهم يضعون قفازاتهم ويمررون كاميرا الفيديو في جميع أنحاء المقصورة ويصورن البلازما واللهب المرئي خارج نوافذ المكوك (حدث طبيعي).تنتهي عملية التسجيل، التي كانت ستستمر في الرحلات العادية حتى الهبوط، قبل أربع دقائق من بدء تفكك المكوك، وقبل 11 دقيقة من فقد مراقبوا البعثة إشارة المكوك.

## استجابة الرئاسية
في الساعة 14:04 بتوقيت شرق الولايات المتحدة (19:04 بالتوقيت العالمي المنسق)، قال الرئيس جورج دبليو بوش، «لقد جلب هذا اليوم أخبارا مروعة وحزنا كبيرا لبلدنا... فقدت كولومبيا، ولا يوجد ناجون». وعلى الرغم من الكارثة، قال بوش «ان السبب الذي من أجلة لقوا مصرعهم سيستمر... وسوف تستمر رحلتنا إلى الفضاء». واعلن بوش في وقت لاحق بأن ولاية تكساس منطقة كوارث فيدرالية، مما يسمح للوكالات الفيدرالية بالمساعدة في عملية الاسترداد.